# Bernhard Eisel

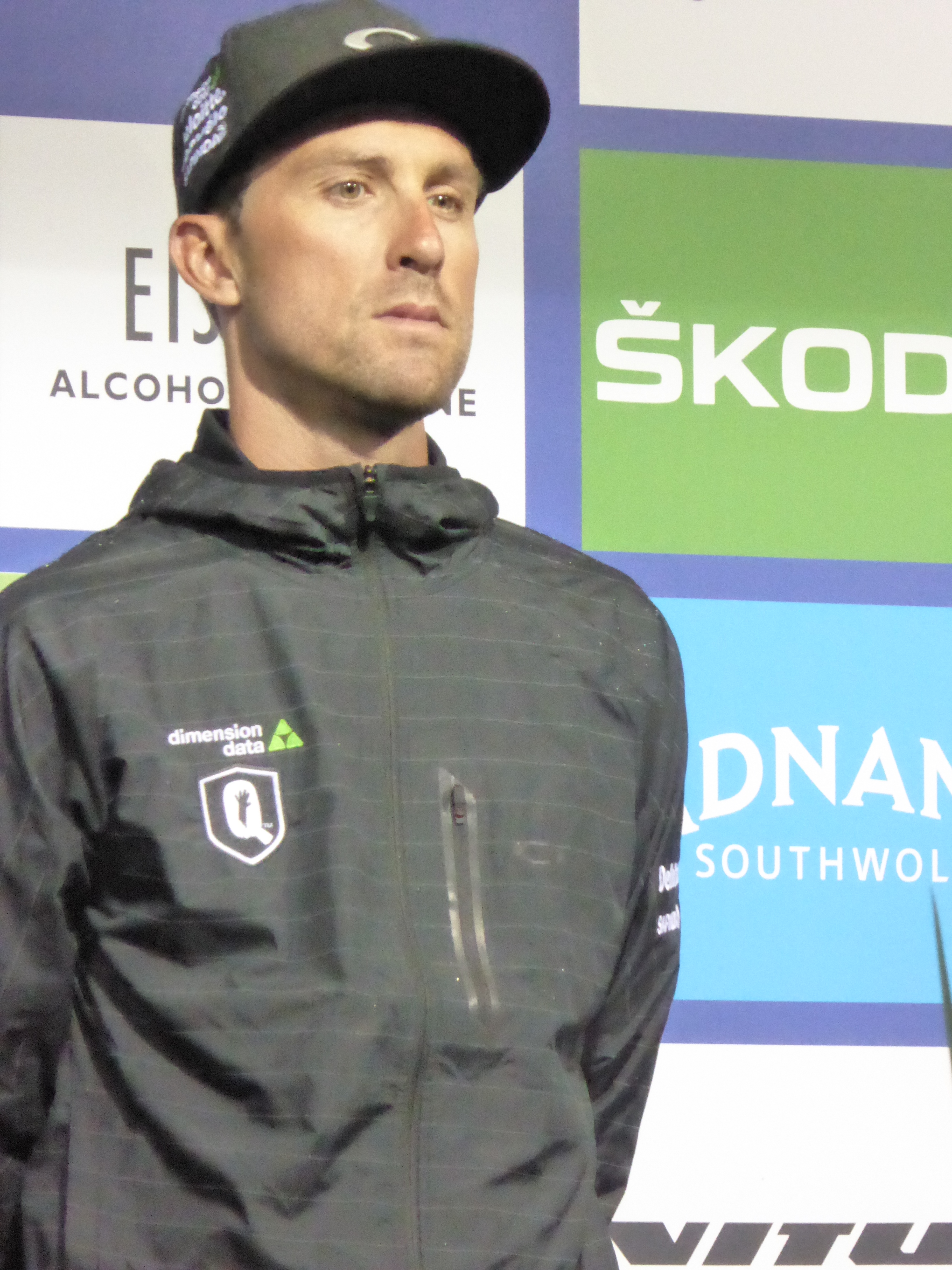
Bernhard Eisel (2016).

Bernhard Eisel (Voitsberg, 17 de fevereiro de 1981) é um ciclista profissional austríaco que participa em competições de ciclismo de estrada.